# Dekanat Złoczew
Dekanat Złoczew – jeden z 33 dekanatów w rzymskokatolickiej diecezji kaliskiej.

## Parafie
W skład dekanatu wchodzi 10 parafii:
- parafia Najświętszego Serca Pana Jezusa i św. Michała Archanioła – Brąszewice
- parafia św. Idziego – Brzeźnio
- parafia św. Wojciecha i św. Stanisława – Burzenin
- parafia św. Marcina Biskupa i św. Zofii – Godynice
- parafia Matki Boskiej Częstochowskiej – Grabówka
- parafia św. Jana Nepomucena – Kliczków Mały
- parafia Najświętszej Maryi Panny Królowej Polski – Pyszków
- parafia św. Wawrzyńca – Stolec
- parafia św. Stanisława Biskupa – Uników
- parafia św. Andrzeja Apostoła – Złoczew

## Sąsiednie dekanaty
Błaszki, Grabów, Lututów (diec. kaliska), Osjaków (archidiec. częstochowska), Sieradz I (diec. włocławska), Sieradz II (diec. włocławska), Widawa (archidiec. łódzka), Wieluń – NMP Pocieszenia (archidiec. częstochowska)